# Gaston Leval
Gaston Leval, pseudonimo di Pierre Robert Piller (Saint-Denis, 20 ottobre 1895 – Saint-Cloud, 8 aprile 1978), è stato un anarchico francese.

## Biografia
Gaston Leval (pseudonimo di Pierre Robert Piller) è figlio di un comunardo parigino. Si avvicina assai giovane all'ideale anarchico: quattordicenne partecipa alle manifestazioni in solidarietà di Francisco Ferrer y Guardia.

### I contatti con i bolscevichi
Chiamato per il servizio militare nel 1915 si rende irreperibile e ripara in Spagna dove entra nella cerchia degli anarco-sindacalisti che hanno come punto di riferimento la CNT. Nel 1921 è delegato a Mosca al congresso dell'Internazionale Sindacale Rossa, dove incontra Victor Serge, Emma Goldman e Alexander Berkman. Con questi militanti prende contatto con Lenin per la liberazione degli anarchici russi incarcerari in quel periodo: visto l'esito negativo avviene la rottura fra i delegati CNT e i bolscevichi.

### Esilio in Argentina e ritorno in Spagna
Primo de Rivera nel 1924 diventa dittatore in Spagna e Gaston Leval ripara in Argentina, dove diviene militante dell'organizzazione operaia della Federación Obrera Regional Argentina (F.O.R.A). Ritorna in Spagna nel 1934. 
Durante la Guerra di Spagna è fra gli organizzatori delle comunità libertarie che sorgono spontaneamente nel mondo contadino. Nel 1938 si rifugia in Francia ma viene subito n a 4 anni di carcere per "attività sovversive". Nel 1940 evade dal carcere di Clairvaux e prende contatti iniziando il lavoro politico per la Fédération anarchiste, nel 1955 struttura il Gruppo socialista libertario che poi verrà chiamato Centro di sociologia libertaria, come organo di stampa e divulgazione dell'ideologia della formazione politica saranno editi i Quaderni del Socialismo Libertario, organo di stampa che poi assumerà il titolo Quaderni dell'Umanesimo Libertario ed ancora successivamente Civilizzazione Libertaria.

### Il Maggio francese
Durante il periodo del Maggio francese pur ultrasettantenne è attivissimo nei dibattiti universitari in difesa delle posizioni libertarie, mantenendo contatti con gli esuli spagnoli collegati alla Guerriglia antifranchista, sviluppa l'ideologia anarchica indirizzandola più verso il federalismo che verso le comuni libertarie.
Secondo Léo Campion, nel suo libro Le Drapeau noir, l'Équerre et le Compas, Gaston Leval è stato iniziato in Massoneria nella Loggia « La Chaîne d'Union » del Grande Oriente di Francia a Parigi.

## Opere
- Ne' Franco ne' Stalin, Milano, Ist. Ed. Ital., 1952.
- Los anarquistas rusos en prisión
- A través de su destino
- Civilisation libertaire
- Contra la guerra
- Génese et réalité historique de l'État
- La interpretación de la historia
- Kropotkin et Malatesta
- Michel Bakounine. Le congrés de Saint Imier (amb Guillaume)
- La muerte del genio (1923)
- Poetas y literatos franceses (1930)
- Problemas económicos de la Revolución española (1932)
- Infancia en cruz (1933), El Mundo hacia el abismo (1934)
- El prófugo (1935)
- Conceptos económicos en el comunismo libertario (1935)
- Estructura y funcionamiento de la sociedad comunista libertaria (1936)
- Nuestro programa de reconstrucción (1937)
- Precisiones sobre el anarquismo (1937)
- Recursos alimenticios de la España antifascista (1937)
- Social reconstruction in Spain (1938)
- L'indispensable révolution (1948)
- Le communisme. L'Etat contre le communisme (1950)
- Manifeste socialiste libertaire (1951)
- Bakounine et l'Ètat marxiste (1955)
- Socialistes Iibertaires, pourquoi (1956)
- Los varios factores en sociología (1957)
- Le chemin du socialisme (1958)
- Pratique du socialisme libertaire (1959)
- Elements d'ethique moderne (1961)
- L'enfance en croix (1961)
- Problémes contemporains (1964
- La fallacia del marxismo (1967)
- L'humanisme libertaire (1967)
- L'Espagne libertaire (1971)
- Rinascitá del movimento libertario (1971)
- La pensée constructive de Bakounine (1976)
- Colectividades libertarias en España (1977)
- El Estado en la en historia (1978)
- La obra constructiva de la revolución española (1982)[2]